# Rhinella acutirostris
Rhinella acutirostris (лат.) — вид бесхвостых земноводных из семейства жаб. Обитает в Бразилии, Колумбии, Венесуэле и Боливии.

## Среда обитания
Распространена в  низменных тропических дождевых лесах. Откладыввют яйца в мелких водоёмах, где также развиваются головастики. 

## Охранный статус
Красная книга МСОП присвоила виду охранный статус «Вызывающий наименьшие опасения», поскольку он широко распространён, и подходящая для него среда обитания имеет большую площадь. Тем не менее, существуют локальные угрозы, такие как потеря среды обитания из-за человеческой деятельности, включая вырубку леса и освоение земель, в том числе сельское хозяйство.